# مويلح السفلى (الملاح)

تعديل مصدري - تعديل

مويلح السفلى هي إحدى قرى عزلة الملاح بمديرية الملاح التابعة لمحافظة لحج، بلغ تعداد سكانها 401 نسمة حسب تعداد اليمن لعام 2004.